# Popis hrvatskih veleposlanika u Libiji
Republika Hrvatska i Libija održavaju diplomatske odnose od 30. ožujka 2000. Sjedište veleposlanstva je u Tripoliju.

## Veleposlanici
Veleposlanstvo Republike Hrvatske u Libiji osnovano je odlukom predsjednika Republike od 7. kolovoza 2003. Zbog pogoršanja sigurnosnog stanja u zemlji Veleposlanstvo Republike Hrvatske u Tripoliju je evakuirano.
| Veleposlanik   | Postavljenje       | Opoziv            | Sjedište |
| -------------- | ------------------ | ----------------- | -------- |
| Jovan Vejnović | 4. listopada 2005. | 15. veljače 2010. | Tripoli  |
| Petar Ljubičić | 16. ožujka 2011.   | 30. lipnja 2015.  | Tripoli  |

## Vanjske poveznice
- Libija na stranici MVEP-a